# 유정 (도량경후)
유정(劉定, ? ~ 기원전 117년)은 전한 중기의 제후로, 장사정왕의 아들이다.

## 생애
원삭 5년(기원전 124년), 도량후(都梁侯)에 봉해졌다.
도량경후 8년(기원전 117년)에 죽어 시호를 경(敬)이라 하였고, 아들 유혜가 작위를 이었다.

## 출전
- 사마천, 《사기》 권21 건원이래왕자후자연표
- 반고, 《한서》 권15상 왕자후표 上

| 선대 (첫 봉건) | 전한의 도량후 기원전 124년 6월 임자일 ~ 기원전 117년 | 후대 아들 도량경후 유혜 |